# Kathy Lueders
Kathy Lueders (...) è un'ingegnera statunitense, è stata a capo dell'ufficio per i voli spaziali con equipaggio umano per conto della NASA. Attualmente lavora presso SpaceX come Direttore Generale di Starbase.